# É Preciso (A Próxima Parada)
"É Preciso (A Próxima Parada)" é uma canção da banda de pop rock mineira Jota Quest. A canção integra a coletânea de sucessos da banda intitulada "Quinze", ao lado de outras duas inéditas, e foi lançada no dia 30 de março nas rádios de todo o Brasil. Produzida pelo produtor paulista Dudu Marote, a música é fruto de uma base criada pelo baterista Paulinho Fonseca durante um voo a Buenos Aires em 2010 em seu notebook. Após diversas audições no camarim, o som passou a chamar a atenção dos integrantes da banda. A banda apresentou a canção ao vivo na final do Big Brother Brasil 11.

## Lançamento e divulgação
No dia 28 de março de 2011, a banda divulgou um trecho da música no site oficial. No dia 29 de março de 2011, a banda cantou com exclusividade a canção na final do Big Brother Brasil 11. Um dias após, 30 de março, a canção foi enviada as rádios. A banda também cantou a canção no TV Xuxa e no Caldeirão do Huck.

## Desempenho nas paradas
A canção debutou na parada oficial da Billboard Brasil, na posição #41 no Brasil Hot 100 Airplay e #14 no Brasil Hot Pop & Popular.

## Videoclipe
O videoclipe da canção foi gravado no dia 12 de abril de 2011. No Facebook, um álbum recheado de fotos dos bastidores das filmagens foi divulgado. O videoclipe foi lançado no dia 13 de junho de 2011. Com imagens em movimento dentro de papéis fotográficos, a produção traz imagens da banda e momentos de felizes de várias pessoas, inclusive integrantes da banda. Rogério Flausino, vocalista do grupo, também usa o recurso de "foto da foto" em algumas partes do clipe.

## Paradas
| Paradas (2011)                            | Melhor posição |
| ----------------------------------------- | -------------- |
| Brasil Billboard Hot 100 Airplay          | 21             |
| Brasil Billboard Brasil Hot Pop & Popular | 14             |

## Histórico de lançamento
| País   | Data                | Formato |
| ------ | ------------------- | ------- |
| Brasil | 30 de março de 2011 | Airplay |
| Brasil | 1º de abril de 2011 | iTunes  |